# Uniunea Națiunilor Sud-Americane

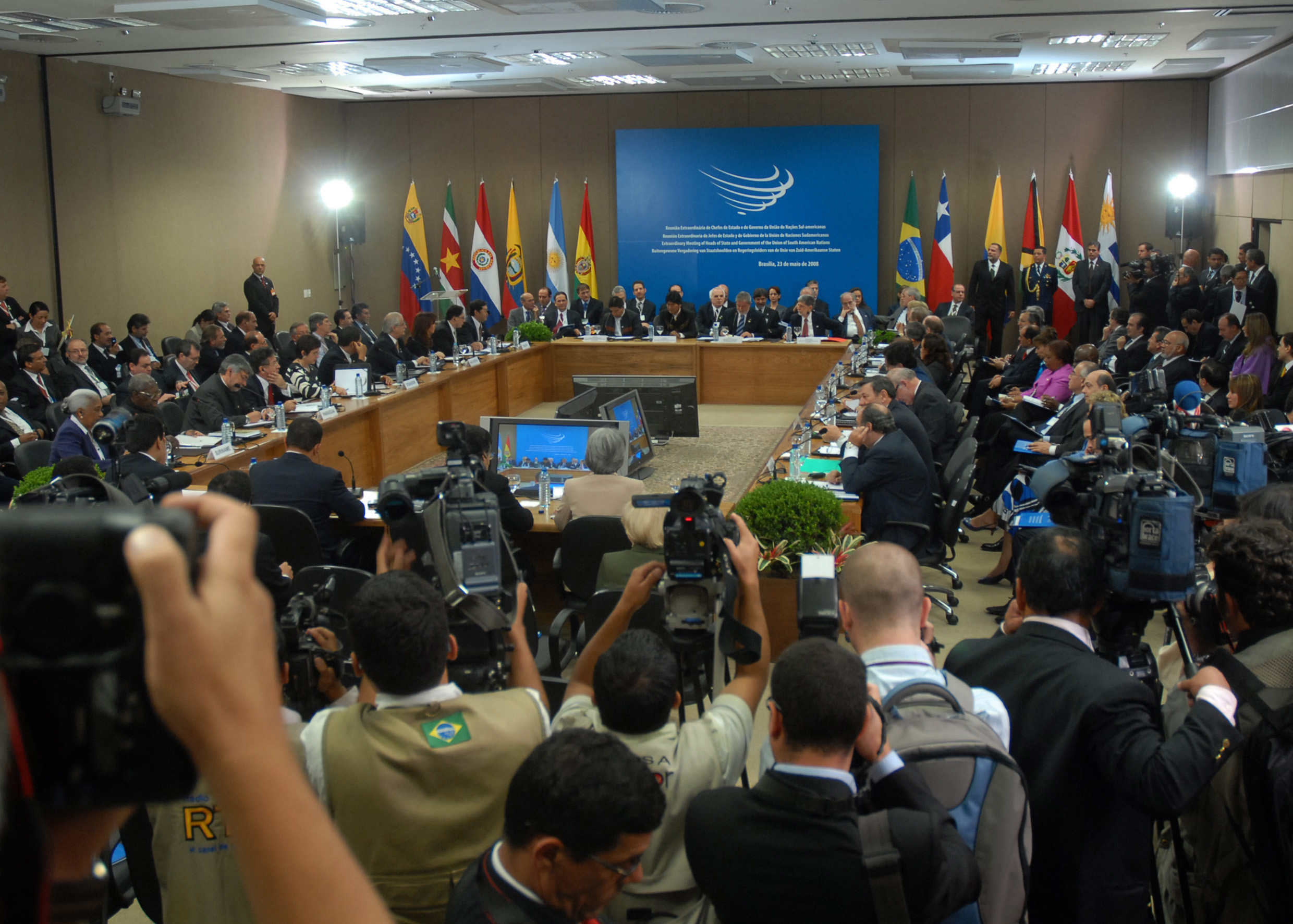
UNASUR 2008

Uniunea Națiunilor Sud-Americane (spaniolă: Unión de Naciones Suramericanas, portugheză: União das Nações Sul-Americanas, olandeză: Zuid-Amerikaanse Statengemeenschap, prescurtat: Unasur resp. Unasul), pînă în aprilie 2007 denumită Comunitatea Sud-Americană a Națiunilor (CSN), este o organizație politică și economică regională, fondată de 12 state din America de Sud. A fost constituită la data de 8 decembrie 2004 în orașul peruan Cuzco, în timpul Adunării a III-a a Șefilor Statelor Sud-Americane.

## Baze și obiective
În declarația de constituire s-au stabilit acțiuni în:
1. Concentrarea, coordonarea politică și diplomatică în regiune.
2. Convergența între Mercosur, Comunitatea Andină și Chile într-o singură zonă de comerț liber. Surinam și Guyana se pot asocia fără a pierde statutul său în Caricom.
3. Integrarea fizică, energetică și a comunicațiilor în America de Sud, stimulată de Inițiativa pentru Integrarea Infrastructurii Regionale Sud-Americane (IIRSA).
4. Armonizarea politicilor de dezvoltare rurală și agroalimentară
5. Transferul de tehnologie și cooperarea pe orizontală în toate domeniile științifice, educaționale, culturale.
6. Creșterea nivelului de interacțiune între mediile comerciale și societatea civilă.
7. Promovarea graduală a măsurilor, acțiunilor și a domeniilor de acțiune în baza instituțiilor existente.

## Structura
Pentru moment structura CSN este următoarea:
- Reuniunea de Miniștri de Externe formulează propuneri concrete de acțiune și decizii executive.

- Reuniunile Șefilor de Stat vor fi instanțele superioare în dirijarea politică. Prima Reuniune a avut loc la 29-30 septembrie 2005 în Brazilia. Reuniunea a doua va avea loc în Bolivia în 2006. Președinția pro tempore o deține Brazilia. Sediul pro tempore este situat în Lima, Peru până în 2006, când va fi mutat în Bolivia.

## Membri
Membrii fondatori ai Comunității Sud-Americane a Națiunilor:
Membrii Comunității Andine:
- Bolivia
- Columbia
- Ecuador
- Peru
- Venezuela

Membrii Mercosur:
- Argentina
- Brazilia
- Paraguay
- Uruguay
- Venezuela

Țări neafiliate:
- Chile
- Guyana
- Surinam

Observatori:
- Mexic
- Panama

## Proiecte
- Comunitatea Sud-Americană a Națiunilor, a început planurile de integrare prin construcția unei căi de acces care va lega Brazilia de Peru, trecând prin Bolivia. Astfel Brazilia va câștiga ieșire la Oceanul Pacific, și Peru la Oceanul Atlantic. Construcția a început în septembrie 2005, fiind finanțată de Brazilia – 60% și Peru -40%. Finalizarea proiectului se prevede la sfârșitul anului 2009.

- Construcția Inelului Energetic Sud-American, conductă prin care Argentina, Brazilia, Chile, Paraguay și Uruguay vor primi gaz natural peruan. Propunerea a fost ratificată și începutul construcției va avea loc în 2006.
- Gazoductul Binațional, un proiect care vizează integrarea energetică între Columbia și Venezuela. Construcția va demara la mijlocul anului 2006, va dura 24 luni. Beneficiarul proiectului va fi compania petrolieră de stat venezueleană PDVSA. Costul proiectului va fi 300.000.000 $US.